# Національна спілка журналістів України

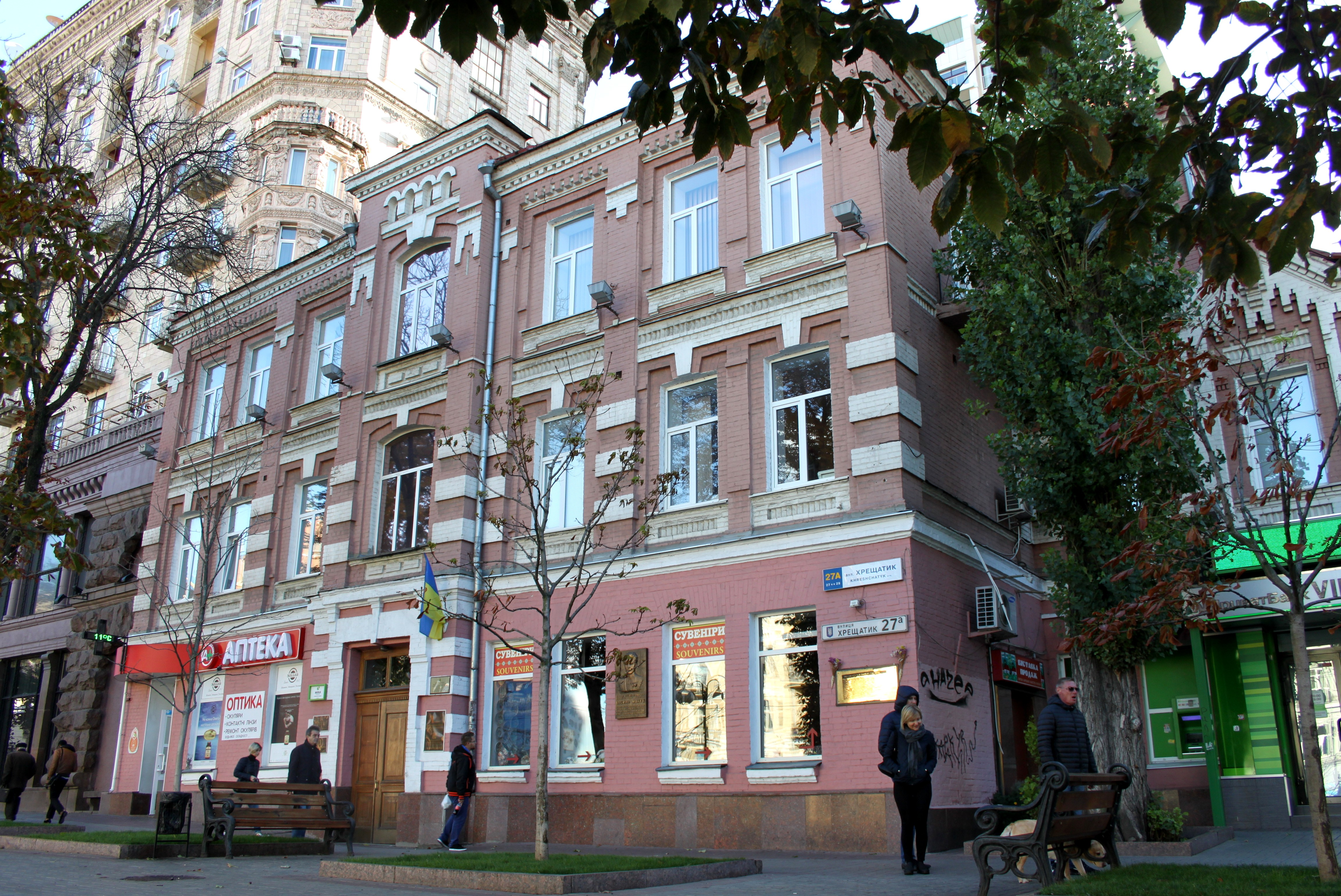
Будинок у Києві на Хрещатику, де міститься офіс НСЖУ (2017)

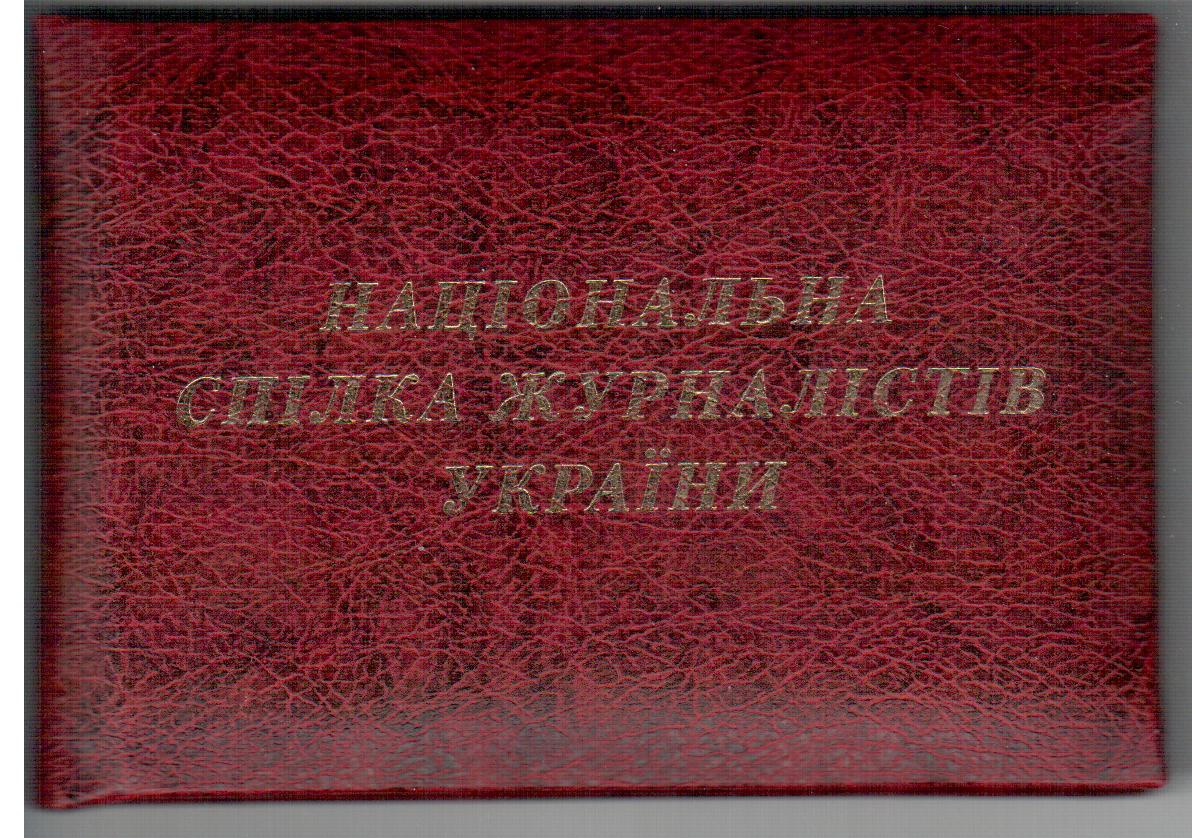
Членський квиток (2011 рік)

Національна спілка журналістів України (НСЖУ) — незалежна, громадська, позапартійна організація, національна всеукраїнська творча спілка як суб'єкт творчої діяльності, що об'єднує професійних творчих працівників — журналістів та інших працівників засобів масової інформації, які професійно займаються журналістикою, публіцистичною діяльністю.

## Історія
Створена 1959 року постановою Ради Міністрів УРСР. Статус національної надано 1998 року.
Заснована 1957 року, під керівництвом Оргкомітету (1957—1959 — голова оргбюро СЖ СРСР Іван Сиромолотний), офіційно уконституйована на своєму першому з'їзді 1959-го (відбувалися переважно раз на 5 років, напередодні всесоюзних з'їздів). У системі радянських організацій СЖУ належала (на відміну від масових профспілок) до групи т. зв. громадських творчих спілок; працівники преси входили до профспілки працівників культури. На чолі СЖУ стояло республіканське правління, в областях діяли відділи Спілки, в окремих редакціях газет, радіо і телебачення — первинні організації.
З 1974 по 1990 рік при Київській організації СЖУ діяв на громадських засадах Інститут журналістської майстерності. Дворічний інститут був формою перепідготовки та підвищення кваліфікації журналістських кадрів. Видано дипломи-сертифікати по закінченні навчання фахівцям-журналістам, фотожурналістам та художникам преси.
За офіційними даними, СЖ СРСР налічувала в Україні понад 7000 членів (1975), тобто менш як половина всіх професійних журналістів, що працювали в УРСР. СЖУ діяла під постійним наглядом Відділу пропаганди і агітації ЦК КПУ, оскільки журналістів у СРСР вважали «підручними партії»; організаційно СЖУ підпорядковувалася правлінню в Москві. З 1964 р. СЖУ щороку присуджувала республіканські премії ім. Я. Галана, обласні відділи — премії місцевого значення. Від січня 1975 р. СЖУ видавала щомісячний бюлетень (згодом журнал) «Журналіст України».
З 18 лютого 1992 року СЖУ, відповідно до рішення її правління, функціонує як незалежна творча спілка України. Членам організації видаються посвідчення й прескарта.

### З'їзди журналістів України
- Перший (установчий) (23—24.04.1959), головою правління СЖУ обраний Іван Сиромолотний. У 1960-х роках у різний час головами правління СЖУ були також Іван Педанюк (помер 30.10.1965), Юхим Лазебник (1965—1966)[3].
- Другий (19—20.09.1966), головою правління СЖУ обраний Яків Пашко[4] (1966—1969)[5][6].
- Третій (16—17.11.1971), головою правління СЖУ обраний Володимир Сіробаба.
- Четвертий (02—03.02.1977), головою правління СЖУ обраний Володимир Сіробаба.
- П'ятий (04—05.02.1982), головою правління СЖУ переобраний Володимир Сіробаба.
- Шостий (13—14.02.1987), головою правління СЖУ обраний Микола Шибик.
- Сьомий (16—17.10.1990), головою СЖУ вперше (і далі) на альтернативній основі обраний Іван Сподаренко.
- Восьмий (позачерговий) (15—16.01.1992), головою СЖУ обраний Євген Вербило.
- Дев'ятий (17—18.04.1997), головою СЖУ обраний Ігор Лубченко.
- Десятий (18—19.04.2002), головою НСЖУ обраний Ігор Лубченко.
- Одинадцятий (19—20.04.2007), головою НСЖУ обраний Ігор Лубченко.
- Дванадцятий (24—25.04.2012), головою НСЖУ обраний Олег Наливайко[7]. З березня 2014 року, відповідно до Статуту НСЖУ, перший секретар НСЖУ Сергій Томіленко виконував обов'язки голови Спілки у зв'язку з призначенням Олега Наливайка головою Держкомтелерадіо України.
- Тринадцятий з'їзд — позачерговий.
- Чотирнадцятий (20.04.2017), головою НСЖУ обраний Сергій Томіленко[8][9].

## Структура організації
НСЖУ має регіональні організації в усіх областях України та в Автономній Республіці Крим. Спілка нараховує понад 19 000 членів (станом на 1 січня 2018 року) та ставить перед собою мету сприяти розвиткові журналістики в Україні та захищати соціальні, економічні, творчі інтереси журналістів.
Найвищий керівний орган НСЖУ — з'їзд, який скликається один раз на п'ять років, він обирає голову, правління та ревізійну комісію, затверджує Кодекс професійної етики українського журналіста. Секретаріат НСЖУ, який обирається правлінням, є виконавчим робочим органом Спілки.

### Секретаріат
Станом на 25 січня 2024 року до секретаріату НСЖУ входять:
1. Ліна Кущ, перша секретар НСЖУ;
2. Олександр Бриж, колишній голова Донецької обласної організації НСЖУ, головний редактор газети «Донбасс»;
3. Віктор Весілик, власкор телеканалу «Рада» в Одесі;
4. Гліб Головченко, в. о. директора Українського інституту підвищення кваліфікації працівників телебачення, радіомовлення і преси, директор миколаївського Коледжу преси і телебачення, генеральний продюсер телеканалу «ТАК TV»;
5. Віталій Голубєв, головний редактор видавничого дому «ОГО» (Рівне), викладач Національного університету «Острозька академія»;
6. Костянтин Григоренко, головний редактор газети «Обрії Ізюмщини» (Харківська область), керівник робочої групи НСЖУ з питань роздержавлення преси;
7. Володимир Данилюк, головний редактор «Волинської газети» (Луцьк);
8. Людмила Долженко, членкиня правління Запорізької обласної організації НСЖУ, редакторка віжн-радіо «На дотик» (Запоріжжя);
9. Валентина Душок, виконавча директорка ТРК «Ільдана» (Черкаси);
10. Денис Іванеско, директор інформаційного агентства «Українські новини»;
11. Ольга Куліш, перша заступниця голови Волинської обласної організації НСЖУ, заступниця генерального директора — керівник експертної групи з питань інформаційних стратегій Директорату інформаційної політики у сфері оборони та стратегічних комунікацій Міністерства оборони України;
12. Валерій Макеєв, правозахисник, журналіст, автор біографічної книжки «100 днів полону» (Черкаси);
13. Олег Наливайко, голова Державного комітету з питань телебачення і радіомовлення;
14. Вікторія Плахта, відповідальна секретарка (у минулому — голова) Івано-Франківської обласної організації НСЖУ;
15. Сергій Лямець, економічний оглядач, блогер (Київ);
16. Микола Семена, кримський журналіст, переслідуваний Росією за професійну діяльність, співпрацю з незалежними світовими й українськими ЗМІ, оглядач Радіо Свобода (проєкт «Крим.Реалії»);
17. Сергій Череватий, член правління Київської регіональної організації НСЖУ, заступник командувача ОСУВ «Хортиця» зі стратегічних комунікацій і речник Східного угруповання військ ЗСУ;
18. Зоя Шарикова, член правління Київської регіональної організації НСЖУ, голова ревізійної комісії КЖЕ;
19. Сергій Шевченко, член правління Київської регіональної організації НСЖУ.

## Зв'язки
Указом Президента України 1994 року в Україні встановлено професійне свято працівників ЗМІ — День журналіста, що відзначається щорічно 6 червня — у день прийняття Спілки журналістів України до Міжнародної федерації журналістів. НСЖУ — член Європейської федерації журналістів, співпрацює з міжнародними організаціями й установами ООН, ЄС, Ради Європи, а також з РБК, Комітетом захисту журналістів, Європейським центром свободи преси та ЗМІ (ECPMF), розвиває міжнародні зв'язки з асоціаціями й організаціями працівників преси інших країн (Польща, Литва, Швеція, Фінляндія), регулярно обмінювалася візитами делегацій зі Всекитайською асоціацією журналістів. У травні 2019 року голову НСЖУ Сергія Томіленка обрали членом виконкому Європейської федерації журналістів.
НСЖУ співпрацює з українськими державними структурами й інституціями (Державний комітет телебачення і радіомовлення України, Національна рада України з питань телебачення і радіомовлення, Комітет Верховної Ради України з питань свободи слова та інформаційної політики, Уповноважений Верховної Ради України з прав людини), вищими навчальними закладами, що готують журналістські кадри, громадськими об'єднаннями й благодійними фондами (Комісія з журналістської етики, Академія української преси, ГО «Платформа прав людини», Інститут розвитку регіональної преси, БФ «Ветеран преси», ВБФ «Журналістська ініціатива», Всеукраїнський автомобільний клуб журналістів та ін.).
1998 року НСЖУ провела разом з Радою Європи, МФЖ та ЮНЕСКО міжнародний семінар у Києві «Законодавство у галузі ЗМІ та права журналістів» та тристоронню зустріч (Молдова — Придністров'я — Україна) в Одесі «Будуємо мости: ЗМІ у багатонаціональних суспільствах».
Широкого розголосу набули журналістські акції 2000 року під егідою НСЖУ «Хвиля свободи» та «Похід свободи».

## Діяльність
НСЖУ проводить конференції, круглі столи, громадські слухання з питань свободи слова й безпеки журналістів, бере активну участь у підготовці змін до законодавства в інформаційній сфері, надає юридичну підтримку спілчанам з питань професійної діяльності, є співорганізатором різноманітних форумів, фестивалів, акцій, престурів, семінарів тощо.
НСЖУ виступила ініціатором парламентських слухань з питань свободи слова у січні 2001 року, бере активну участь у підготовці змін до законодавства в галузі засобів масової інформації, проєкту Інформаційного кодексу України, проводить круглі столи з податківцями, суддями та іншими представниками владних структур, заснувала «гарячу лінію» щодо утисків ЗМІ та прав журналістів.
У вересні 2001 року НСЖУ організувала громадські слухання «Рік після зникнення Георгія Гонгадзе: уроки для української демократії». На будинку НСЖУ встановлена пам'ятна дошка загиблим журналістам. НСЖУ спільно з Національною спілкою художників брала участь в оголошеному Київською міською держадміністрацією конкурсі проєктів монумента журналістам, які загинули, виконуючи свій професійний обов'язок.
Серед найбільш масштабних ініціатив НСЖУ — роздержавлення друкованих ЗМІ в Україні за моделлю, напрацьованою в середовищі активістів Спілки (передача прав на друковані ЗМІ трудовим колективам). Крім того, спільно за партнерами (ГО «Інформаційна безпека», ГО «Платформа прав людини», Академія української преси та Інститут розвитку регіональної преси) НСЖУ від 2017 року проводить моніторинг фізичної агресії щодо журналістів — укладає «Індекс фізичної безпеки журналістів».
НСЖУ підтримує від початку заснування діяльність Комісії з журналістської етики. Чинну редакцію Кодексу етики українського журналіста затверджено 12 грудня 2013 року на пленумі НСЖУ. Від 2013 року постійним представником від НСЖУ при КЖЕ є Сергій Томіленко.

## Премії та конкурси
НСЖУ — засновниця премій і творчих конкурсів, серед них: «Журналіст року», «Краща районна (міська, міськрайонна) газета», «Краща регіональна, обласна газета», «Кращий регіональний телеканал», «Краще регіональне радіо», «Краще регіональне інтернет-медіа», «Журналістська акція», «Краща первинна журналістська організація», «Краща обласна журналістська організація», «Кращий журналістський матеріал (фоторепортаж, серія) про події на сході України (в зоні АТО)» та інші. У час російсько-української війни НСЖУ провела творчий конкурс «Інформаційна передова-2022» за організаційної підтримки ВБФ «Журналістська ініціатива» та Японського фонду майбутніх поколінь (номінації: «Краща журналістська робота», «Журналісти-волонтери», «Міжнародна солідарність»).
Представники НСЖУ є в комітетах з присудження Премії імені Івана Франка у галузі інформаційної діяльності (встановлена постановою Кабінету Міністрів України 2003 року на пропозицію Держкомтелерадіо та Національної спілки журналістів), премії імені Богдана Хмельницького за краще висвітлення військової тематики у творах літератури та мистецтва, у журі Мистецької премії «Київ» імені Анатолія Москаленка.
Раніше Спілка проводила також творчі конкурси «Золоте перо», «Фотожурналіст року», «Найкращий футбольний оглядач» (ім. П. Римаренка), вручала премії за найкращу студентську наукову роботу з проблем масової інформації (ім. А. Москаленка), за найкраще висвітлення питань педагогіки (ім. П. Ігнатенка) та ін., спільно з провідними вищими навчальними закладами, що готують журналістські кадри, проводила для абітурієнтів конкурс «Шанс».

## Критика
У березні 2018 року деякі українські медійні організації (ГО «Інститут масової інформації», ГО «Детектор медіа», Інститут демократії ім. Пилипа Орлика, Центр демократії та верховенства права, ГО «Інтерньюз Україна», Могилянська школа журналістики) повідомили про недовіру керівництву НСЖУ, через, як вони вважають, подання недостовірних даних про стан безпеки журналістів, перебіг окремих медіареформ та медіаринок у цілому.
Організацію неодноразово звинувачували у видачі членських посвідчень, які законом прирівняні до посвідчень журналіста, особам, які не є журналістами. Так, Одеська обласна організація НСЖУ видала посвідчення п'ятьом людям — трьом бізнесменам, адвокату, у минулому затримуваного за статтею про створення злочинної організації, та проросійському активісту. Про це стало відомо у квітні 2021 року. Голова НСЖУ Сергій Томіленко повідомив, що це питання вивчать. У липні 2021 року ЗМІ повідомили, що посвідчення НСЖУ від Одеської організації отримав місцевий депутат від партії «Опозиційна платформа — За життя» Володимир Корнієнко. У Волинській області посвідчення члена НСЖУ видали священнослужителю. У Хмельницькому посвідчення НСЖУ отримав міський голова Олександр Симчишин. Членом НСЖУ є митрополит Епіфаній.